# Dotocryptus pedisequus
Dotocryptus pedisequus är en stekelart som först beskrevs av Maximilian Spinola 1851.  Dotocryptus pedisequus ingår i släktet Dotocryptus och familjen brokparasitsteklar. Inga underarter finns listade i Catalogue of Life.